# Vincenzo Maria Coronelli

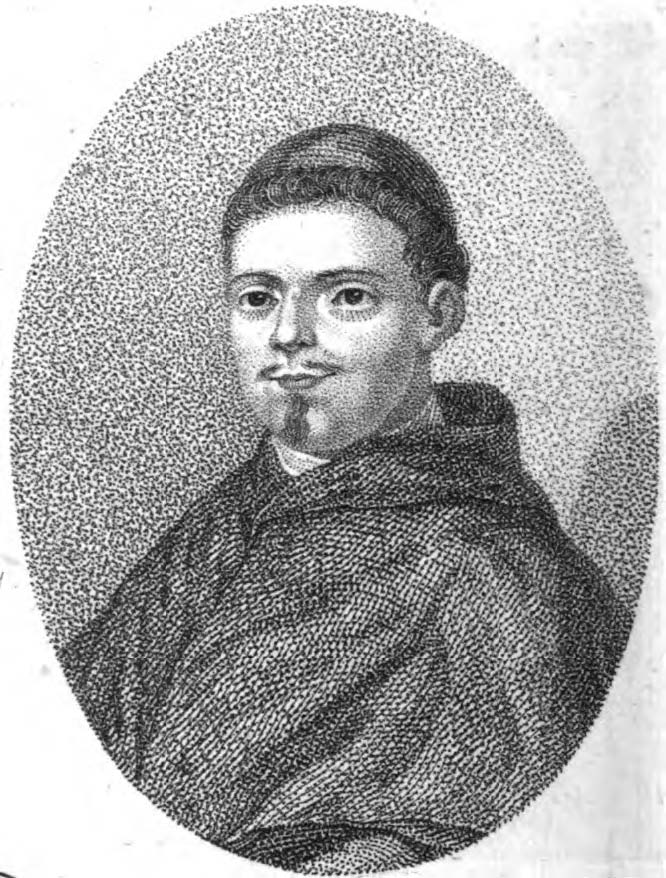
Vincenzo Maria Coronelli

Vincenzo Maria Coronelli (Venecia, 16 de agosto de 1650-Ib., 9 de diciembre de 1718) fue un importante cartógrafo y cosmógrafo veneciano, especialmente conocido por sus globos terráqueos y esferas celestes.
Coronelli fundó en 1684 la primera sociedad geográfica del mundo, la Accademia cosmografica degli argonauti, y fue miembro de la orden de los franciscanos.

## Biografía
Nacido en Venecia, Coronelli ingresó en la Orden Franciscana desde muy joven y se graduó en Teología en el Colegio San Bonaventura de Roma.
Creó en 1678 un magnífico globo terráqueo para el Duque de Parma con un diámetro de 175 cm. Lo que llamó la atención del embajador francés, César D’Estrées, que invitó a Coronelli a París. De él recibió la orden de producir dos globos, uno de la tierra y otro del cielo, para el rey francés Luis XIV, ambos con un diámetro de 384 cm. Estos globos se encuentran hoy en día en posesión de la Biblioteca Nacional de Francia y se pueden admirar en el área de entrada del edificio nuevo de la Bibliothéque François-Mitterrand, en París.
Vincenzo Coronelli produjo la primera Enciclopedia en idioma italiano, llamada la Biblioteca universale sacro-profana, editada entre 1701 y 1706 en Venecia, aunque incompletamente: de los 45 tomos planeados con 300 000 entradas solamente se publicaron los seis primeros.
Coronelli también creó globos con un diámetro de 110 cm para la Biblioteca Marciana y la Biblioteca de Bergamo y murió el 9 de diciembre de 1718, a la edad de 68 años, en Venecia.

## Obras
- Atlante Veneto, 1691-1696[2]
- Epitome Cosmografico, 1693
- Lo Specchio del Mare, 1698
- Morea, Negroponte e Adiacenze, 1686
- Ritratti de celebri Personaggi, 1697
- Roma antico-moderna, 1716
- Singolarità di Venezia 1708-1709

## Galería

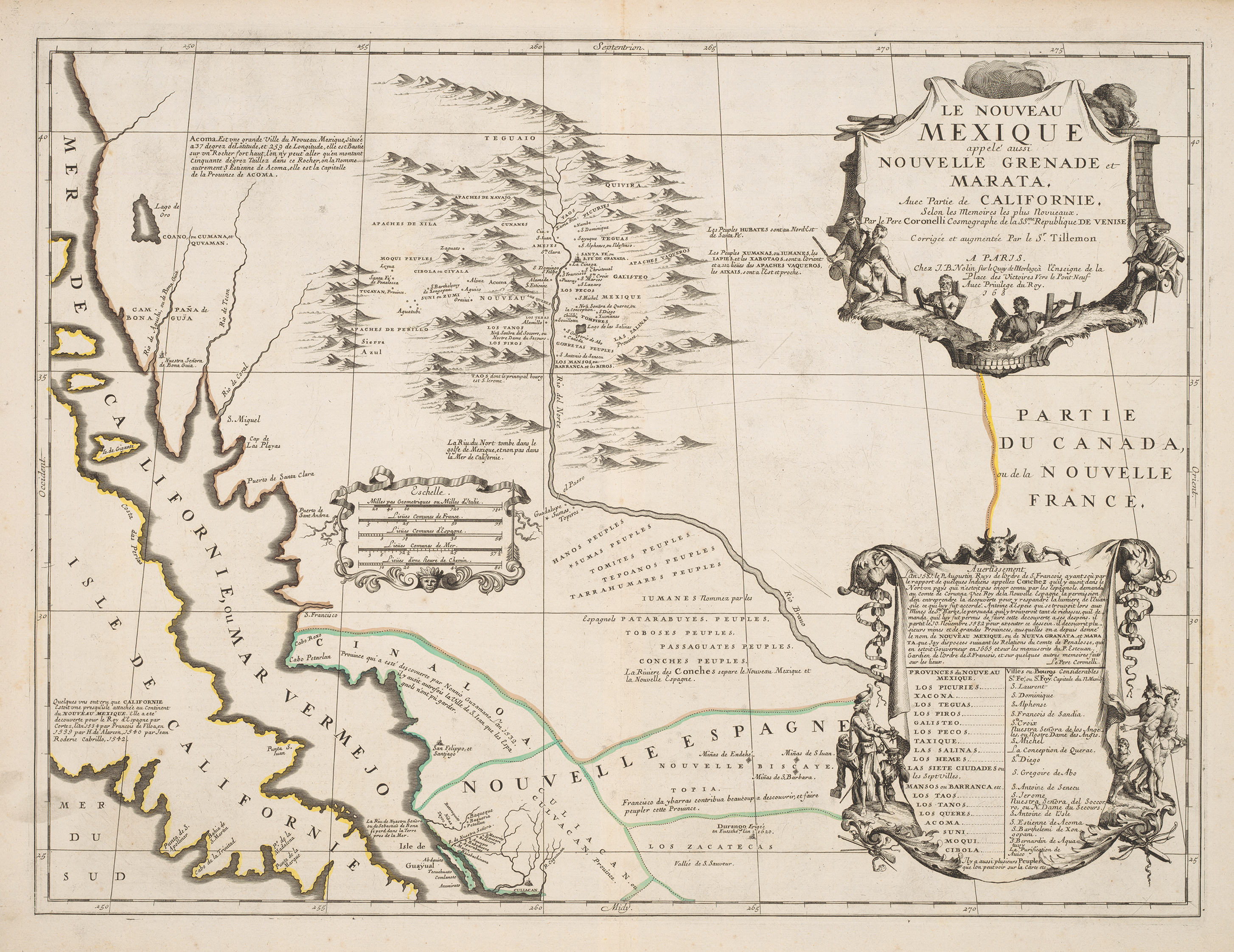
Nuevo México
América del Norte, de Atlante Veneto.
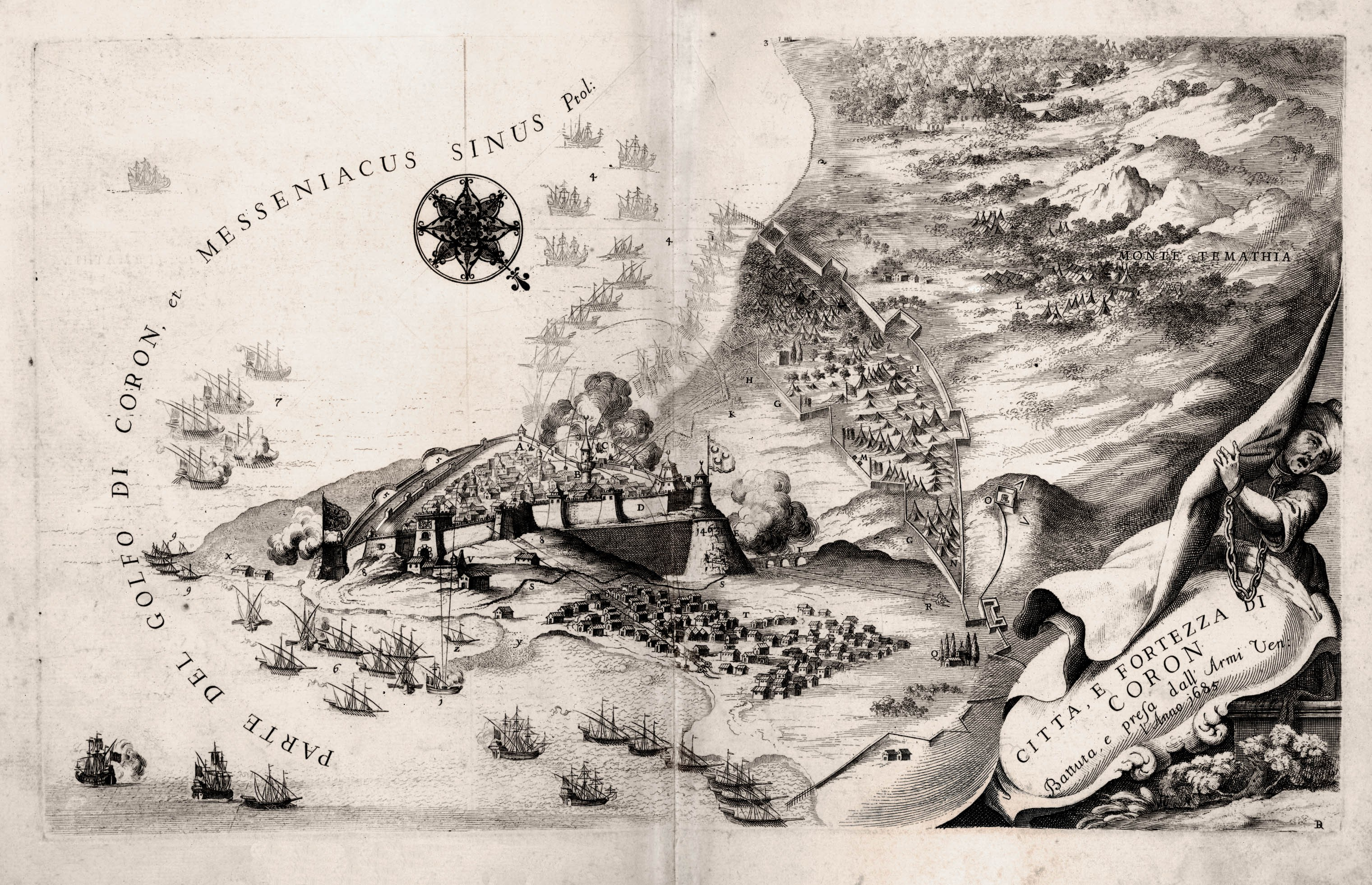
Ciudadela veneciana en Corone, Grecia.
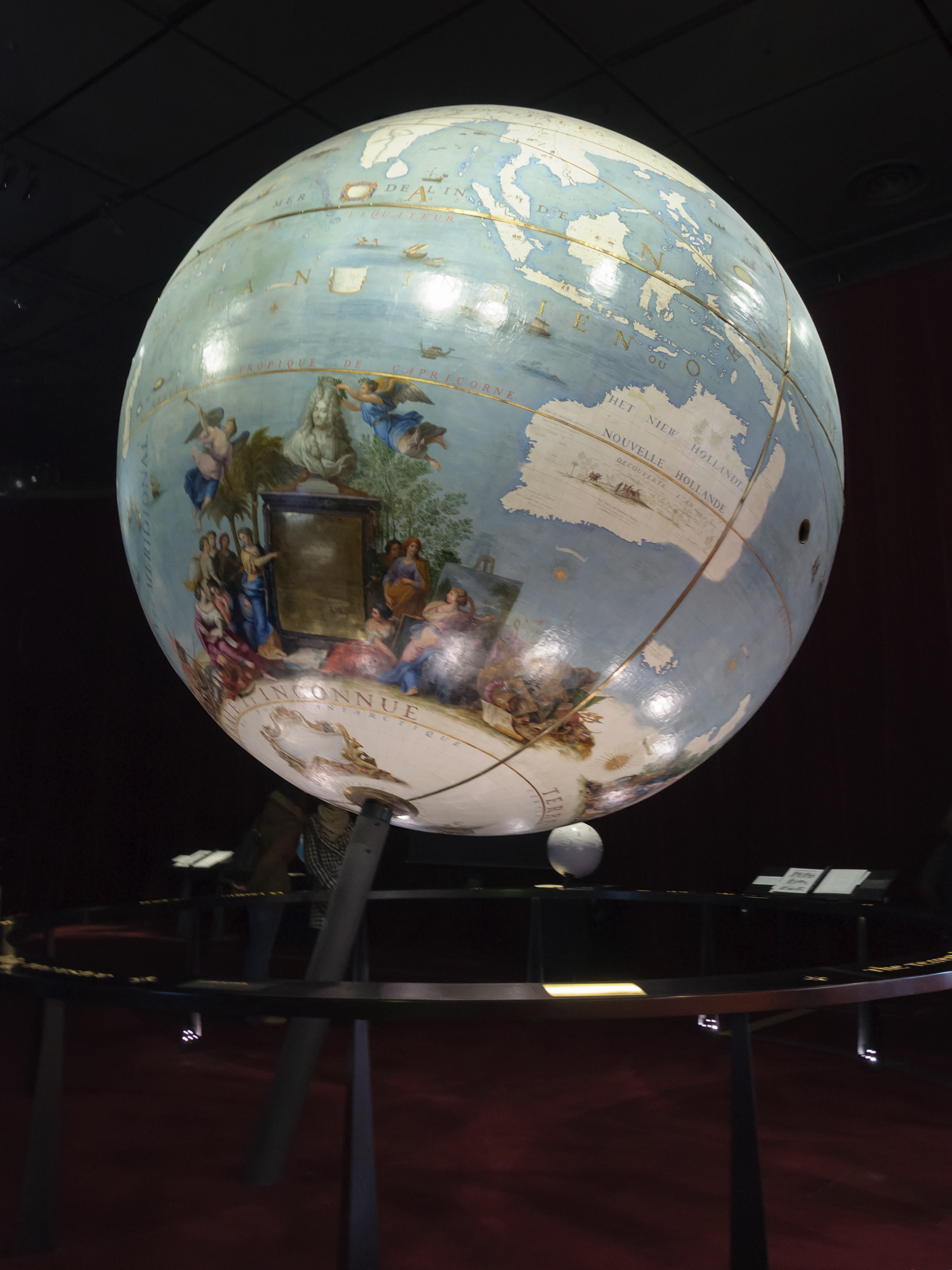
Globo terráqueo de Coronelli, creado para Luis XIV, en la Biblioteca Nacional de Francia.
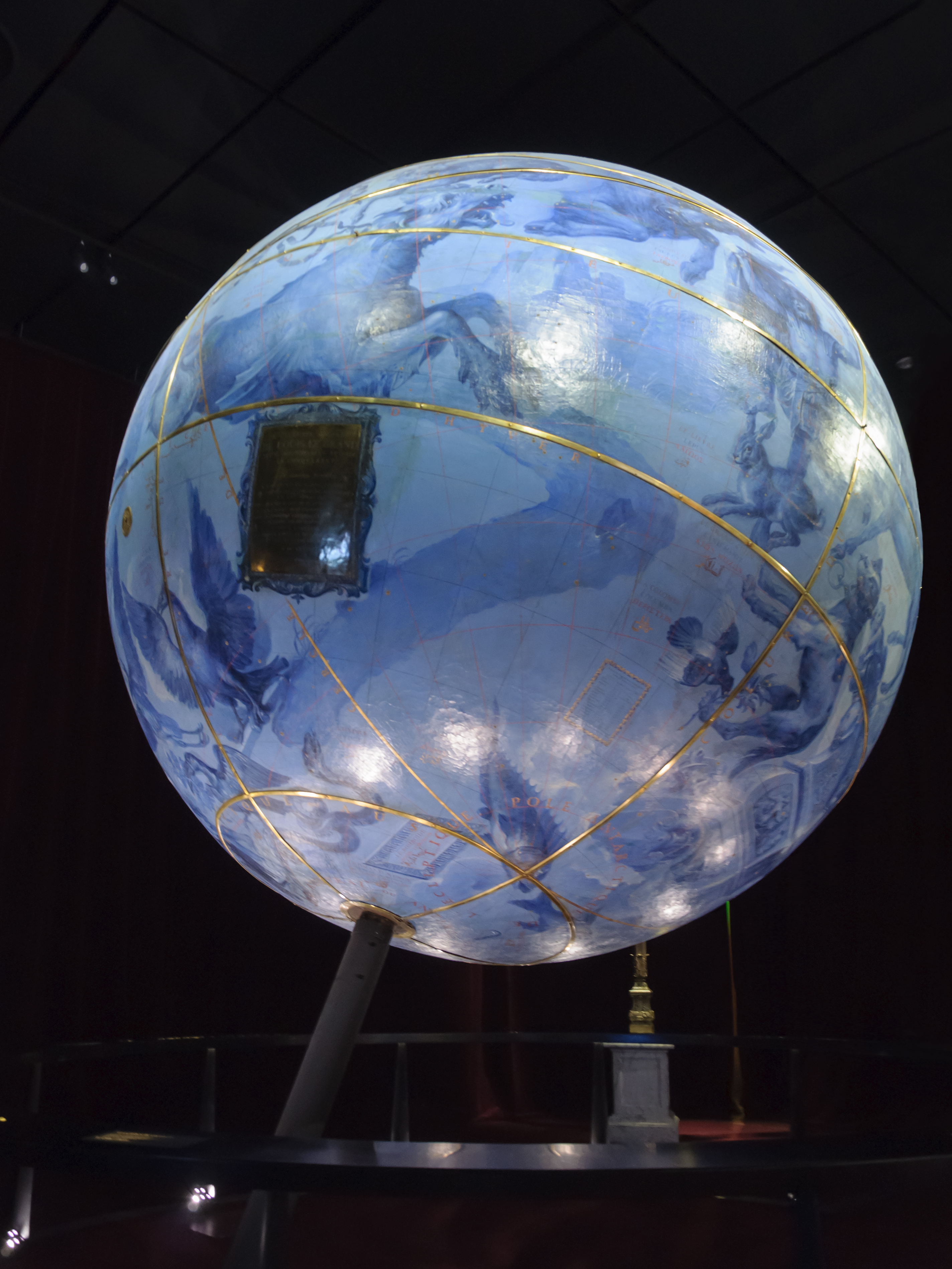
Esfera celeste de Coronelli, creado para Luis XIV, en la Biblioteca Nacional de Francia.